# Amigas
Amigas (укр. Друзі) — міні-альбом, виданий іспанським панк-гуртом Nancys Rubias 2014 року. Альбом був виданий під лейблом «DRO». До EP увійшли 5 композицій, а також кліп на пісню «Amigas». Однойменний сингл є найпопулярнішою піснею з альбому.

## Відеокліп
Відео до пісні «Amigas» було відзняте у квітні 2014 року. На відео фронтмен Маріо Вакеріцо влаштовує вечірку в себе вдома та розважається разом з друзями та музикантами гурту.

## Трек-лист
1. Amigas
2. Te Doy Un Consejo (Tápate El Conejo)
3. Marisol Pegamoide
4. Se Acabó
5. Nunca Conocí A Liberace